# Playa Chihuahua
La playa Chihuahua está situada en la bahía de Portezuelo, departamento de Maldonado, Uruguay. Es un lugar autorizado oficialmente desde 2012 por la Intendencia Municipal de Maldonado para la práctica del nudismo naturista y se fijaron sus límites en el mismo año, reconociendo dicha actividad que se realiza de manera informal en el sector desde la década de 1960.

## Características

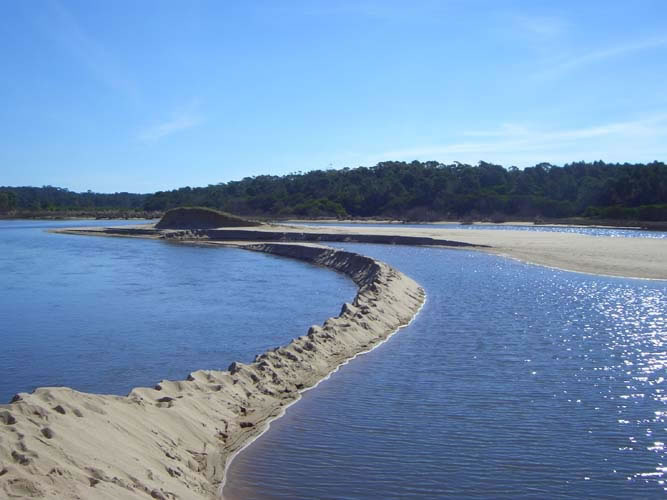
Desembocadura del arroyo El Potrero en la playa Chihuahua.

Esta playa se encuentra en la franja costera que va desde el arroyo El Potrero unos 2 km hacia el este a la altura del km 115,5 de la ruta 10, sobre la costa del Río de la Plata (en tanto que el estuario de este río finaliza a la altura del faro de Punta del Este), aunque recibe agua salada de corrientes oceánicas y sus arenas son blancas. La playa dista a pocos minutos de importantes centros turísticos como son Punta del Este y Piriápolis y de la capital departamental Maldonado.
La zona cuenta con mucha vegetación en donde predominan los pinos. También sobre la desembocadura del arroyo hay gran variedad de aves silvestres donde se puede resaltar la presencia de cisnes de cuello negro, garzas, cigüeñas y patos de diferentes especies.

## Historia
El nudismo se practica en la zona desde la década de 1960, época en la que la playa era frecuentada por personalidades como Carlos Perciavalle y Nicolás García Uriburu. El sector donde se ubica actualmente el poblado fue adquirido en la década de 1970 por un grupo de inversionistas compuesto por Benjamín Volco, Francisco Seco Aparicio y Lureliano Priego, entre otros, quienes buscaban urbanizar el sector y desarrollar su potencial turístico.
En 1985 una crónica de Alejandrina Morelli publicada en el diario bonaerense La Razón —que fue seguida por otra nota en el diario Clarín— en que se presentaban las actividades nudistas en la playa desató un escándalo en Argentina y Uruguay, con acoso periodístico en el sector que incluyó sobrevuelos en helicópteros y rondas policiales.
Su potencial como playa naturista comenzó a ser desarrollado por el municipio de Maldonado y el Ministerio de Turismo a partir del año 2000. En 2001 el matrimonio compuesto por Marcela Medina y Ricardo Rodal adquirió un terreno cercano a la playa para instalar «El Refugio», el primer hotel de nudismo opcional de la localidad, que abrió sus puertas en la temporada de verano 2001-2002, lo cual ayudó a normalizar el nudismo en la zona. La industria turística se ha desarrollado rápidamente y hacia 2022 existen nueve hoteles funcionando en la temporada de verano.

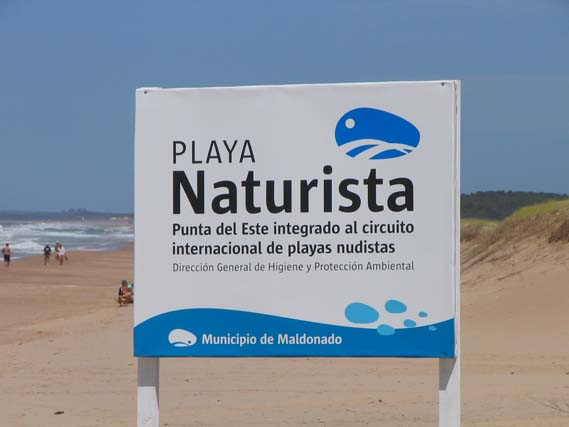
Letrero en la playa nudista Chihuahua.

El 6 de junio de 2009 se desarrolló en el Hotel El Refugio de la playa Chihuahua la asamblea, con escribano presente, en donde quedó constituida la Asociación Uruguaya Nudista Naturista (AUNNA); en la misma se discutieron todos los temas relacionados con la asociación, desde los estatutos hasta el nombre que se le ha puesto, fruto del consenso de las más de 20 personas que se reunieron, y también se eligieron las autoridades de las diferentes comisiones que regirían en esta primer etapa de la asociación, las cuales cambiarán cada 2 años y se elegirán de forma democrática en voto secreto. El 27 de agosto de 2009 fue otorgada la personería jurídica de AUNNA mediante una resolución del Ministerio de Educación y Cultura, y fue inscrita con el N.º 11563, al folio 59 del Libro 20, el 3 de septiembre del mismo año en el Registro de Personas Jurídicas. AUNNA ha cumplido un rol importante en el diálogo con las autoridades departamentales.
Dado que desde su designación oficial no tuvo una delimitación específica, el 8 de noviembre de 2012 la Intendencia Municipal de Maldonado emitió la resolución 7823/2012 con la que autorizó oficialmente la práctica del nudismo en la playa y fijó los límites de la zona habilitada para ello, las que inicialmente fueron de la siguiente forma: por el este en la proyección imaginaria hacia el sur del eje de la avenida principal, calle central del semicírculo del fraccionamiento, cuya terminación se encuentra próxima a la playa; por el oeste lado izquierdo y desembocadura en el Río de la Plata del Arroyo el Potrero; y por el norte el cordón de dunas. Esta demarcación generó la protesta de la Asociación Uruguaya Nudista Naturista (AUNNA) por cortar la playa en su parte más concurrida y señalaban que anteriormente poseían alrededor de 2 km habilitados y con la nueva resolución solo tendrían 200 metros. Esta controversia se resolvió luego de que la Intendencia dejara sin efecto en diciembre del mismo año aquella resolución mediante la resolución 8839/2012, fijando límites más amplios en su lado oriental en la proyección imaginaria hacia el sur del eje de la calle El Foque de Chihuahua, en la bajadas y entradas para vehículos. Los nuevos límites de la zona para practicar el nudismo en la playa Chihuahua son los siguientes:
- Este: la proyección imaginaria hacia el sur (Río de la Plata), del eje de la calle "El Gratil (ex El Foque)" de Chihuahua.
- Oeste: margen izquierda de la proyección perpendicular hacia el Río de la Plata del Arroyo el Potrero.
- Norte: cordón de dunas.

Del 27 al 30 de marzo de 2014 se realizó en la playa Chihuahua y el Hotel El Refugio el V ELAN (Quinto Encuentro Latinoamericano de Naturismo) con la presencia de aproximadamente 50 personas provenientes de Uruguay, Argentina, Brasil, Chile, Ecuador, México y España. El evento contó con el auspicio de la Intendencia de Maldonado, que lo declaró de interés departamental.

## Clima
El clima de la zona es templado de cuatro estaciones, y debido a los cambios climáticos de los últimos tiempos se dan ocasionalmente temperaturas de máximas de 25º en invierno.[cita requerida]

## Acceso
- En avión, la playa se encuentra a 5 minutos del Aeropuerto Internacional de Laguna del Sauce.
- En automóvil, por la Ruta Interbalnearia (km 115), o en ómnibus: varias empresas ofrecen servicios desde Montevideo (con paradas intermedias y destino Punta del Este), líneas interurbanas, o servicios combinados desde Buenos Aires (Buque y ómnibus).
- En barco, hacia el Puerto de Punta del Este.[4]

## Lugares cercanos

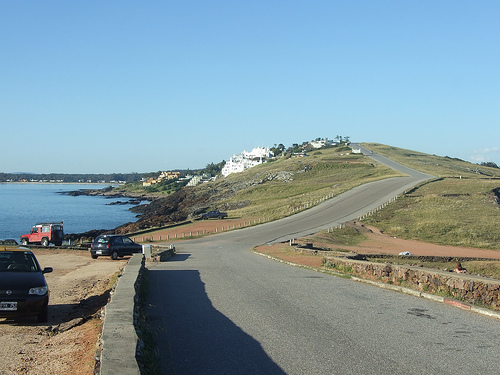
Punta Ballena

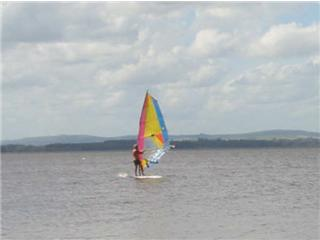
Laguna del Sauce

### Punta Ballena
La península de Punta Ballena, que se ingresa por la ruta 10 a la altura del km 119,5, ofrece un magnífico espectáculo de playas, mar, bosques y cerros. Las playas de Portezuelo, resguardadas del viento, son famosas por las puestas de sol que, tras la tranquilidad del mar, ofrecen un magnífico espectáculo al que los turistas acuden puntualmente.

### Laguna del Sauce
En la Laguna del Sauce desemboca el arroyo Pan de Azúcar. Esta laguna es la más profunda de las lagunas litorales y sus aguas dulces están separadas del estuario del Plata por una franja de médanos altos, desaguando por el arroyo del Potrero. Este último fue represado para fijar el nivel del agua y permitir la operación de hidroaviones de la Base Militar Capitán Curbelo. En la zona se localiza también el Aeropuerto Internacional de Punta del Este. Que es la principal entrada aérea de la zona.